# Tazlău (Neamț)
Tazlău è un comune della Romania di 2 996 abitanti, ubicato nel distretto di Neamț, nella regione storica della Moldavia.